# Adrorhizon purpurascens
Adrorhizon purpurascens är en orkidéart som först beskrevs av George Henry Kendrick Thwaites, och fick sitt nu gällande namn av Joseph Dalton Hooker. Adrorhizon purpurascens ingår i släktet Adrorhizon och familjen orkidéer.
Artens utbredningsområde är Sri Lanka. Inga underarter finns listade i Catalogue of Life.